# André de France
André de France ou André de Paris est le héros du roman homonyme du XIIe siècle, écrit en ancien français perdu. 
André de France est tombé amoureux d'une reine et est mort de son amour. 
Plusieurs troubadours et écrivains ont fait mention de ce roman, dont Raimbaut de Vaqueiras dans ses chansons (6 et 17 de l'édition Linskill) ,,.